# كواديو إيف دابيلا
كواديو إيف دابيلا (بالفرنسية: Kouadio-Yves Dabila)‏ هو لاعب كرة قدم إيفواري في مركز الدفاع ولد في يوم 1 يناير 1997 في مدينة سيناندي في ساحل العاج، يلعب حالياً مع نادي ليل وسبق له اللعب مع نادي نادي موناكو ويبلغ طوله 183 سم.

## روابط خارجية
- كواديو إيف دابيلا على موقع رابطة كرة القدم الفرنسية للمحترفين (الإنجليزية)
- كواديو إيف دابيلا على موقع قاعدة بيانات كرة القدم.إي يو (الإنجليزية)
- كواديو إيف دابيلا على موقع ليكيب (الفرنسية)
- كواديو إيف دابيلا على موقع Soccerway.com (الإنجليزية)
- كواديو إيف دابيلا على موقع عالم كرة القدم.نت (الإنجليزية)
- كواديو إيف دابيلا على موقع أوليمبيديا (الإنجليزية)